# Дядюра Микола Володимирович
Мико́ла Володи́мирович Дядю́ра (нар. 5 серпня 1961, Київ) — український диригент, народний артист України (2008).

## Життєпис
Народився у м. Києві.
1987 році закінчив Київську державну консерваторію ім. Петра Чайковського в класі професора Романа Кофмана. Того ж року одержав премію і спеціальний приз Японської асоціації диригентів на Міжнародному конкурсі диригентів у Токіо, а у 1988 — четверту премію на Міжнародному конкурсі диригентів у Будапешті.
У 1986—1988 роках — головний диригент та художній керівник Симфонічного оркестру Омської філармонії (Росія).
У 1988—1989 рр. — диригент Національної опери України імені Т. Г. Шевченко.
З 1989 р. року — головний диригент Сеульського симфонічного оркестру та Оркестру Кванг Чжу (Республіка Корея).
З 1996 р. року — головний диригент Академічного симфонічного оркестру Національної філармонії України.
З 2016 року — головний диригент Київського камерного оркестру.

## Нагороди та відзнаки
- Заслужений діяч мистецтв України (1998)[2]
- Кавалер ордену «За заслуги» III ступеня (2003)[3]
- Народний артист України (2008)
- Лауреат Шевченківської премії (2011)[4]
- Кавалер ордену «За заслуги» II ступеня (2021)[5]